# 바스티유 습격

바스티유 습격 (1789년 7월 14일)

바스티유 습격(프랑스어: prise de la Bastille)이란 1789년에 열린 삼부회에서 표결방식에 불만을 품은 평민대표들이 별도로 결성한 '국민의회'를 루이 16세가 군대를 동원하여 탄압하자 무력투쟁을 통하여 국민의회를 보호하고자 하는 파리 시민들이 무기확보를 위하여 바스티유 감옥을 습격한 사건을 말한다. 이 사건으로 말미암아 프랑스 혁명이 시작되었다.
1789년 5월, 프랑스 국왕 루이 16세는 세제개혁을 통해 국가 재정파탄을 막으려고 신분 대표들을 소집하여 삼부회를 개최하였다. 그러나 심의와 표결방식을 두고 갈등이 발생하였는데, 신분별 표결방식을 채택할 경우에 기득권 유지를 위해 제1신분인 성직자와 제2신분인 귀족 대표가 협력하여 2대1이 되므로 제3신분인 평민들이 불리했다.
평민대표들은 머릿수 표결을 원했으나 이것 때문에 파행이 장기화되자 평민대표들이 자신들이 국민의 96%를 대표한다는 주장과 함께 6월 17일에 별도로 '국민의회'를 결성하였다. 아울러 자신들의 동의 없이 어떠한 세금도 징수할 수 없다고 선언했다. 분노한 루이 16세는 회의당을 폐쇄한후 군대를 동원하여 테니스 코트에 집결한 '국민의회'를 탄압하려 하였다. 적극적인 무장투쟁을 통하여 국민의회를 보호하고자 한 파리시민들이 무기 탈취를 위해서 7월 14일에 바스티유 감옥을 습격하고 말았다.

## 배경

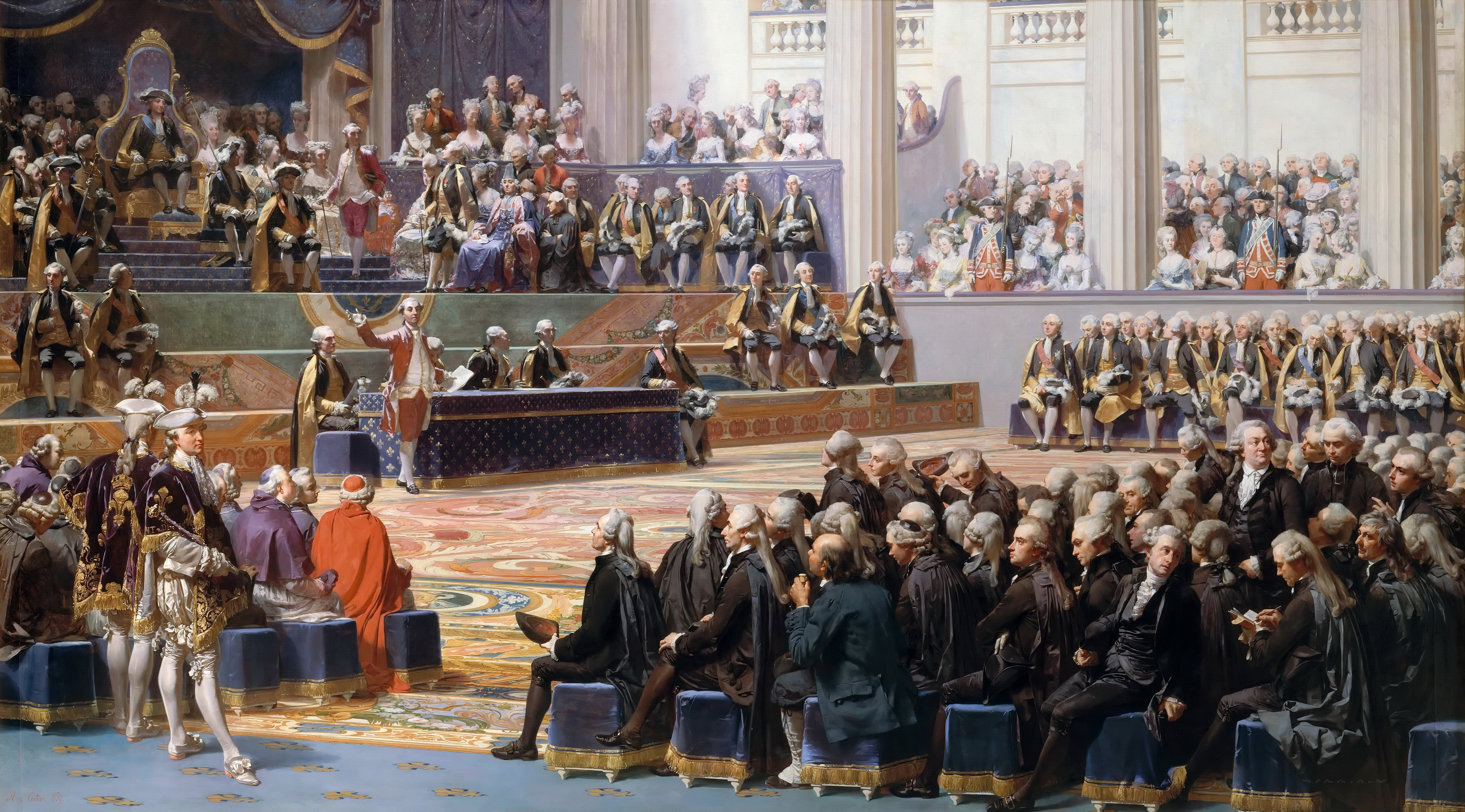
삼부회의 소집 (1789년 5월 5일)

테니스 코트의 서약 (1789년 6월 20일)

### 만성적인 재정악화
루이 14세의 치세 말기부터 시작된 국가 재정 악화는 루이 15세 치세하에서도 호전되지 못했고 루이 16세가 즉위할 즈음에는 다른 나라로부터 빚을 내야 할정도로 만성화되어 있었다. 루이 16세는 사태 해결을 위해 경제 전문가들을 재무부 장관으로 차례로 임명하여 개혁을 추진하였다. 그러나 이들이 추진한 공채발행이라는 미봉책에는 한계가 있었고 세제개혁은 수구적인 귀족들의 저항에 부딪쳤으며 궁정 경비 삭감은 왕실의 거부로 번번히 무산되고 말았다.
설상가상으로 영국을 견제하고 식민지 개척 경쟁 차원에서 미국 독립 혁명을 지원했으나 결국에 프랑스가 얻은 이익은 없었고 막대한 자금 지원으로 경제만 더욱 어려워졌다. 거듭 되풀이 되는 홍수, 가뭄, 추위등 재해로 농산물 수확량이 줄자 물가가 폭등하여 서민 경제는 파탄 지경에 이르렀다. 소작농과 영세한 도시 근로자들은 끼니를 걱정해야 했으며 절대 빈곤자가 늘어만 갔다. 그러나 전체 인구의 2% 정도를 차지하는 성직자와 귀족계층은 프랑스 전체 토지의 30%가 넘는 토지를 소유하고 있는 반면에 면세 특혜속에 평민들의 고달픈 삶을 외면하고 있었다.
특권층(성직자와 귀족)에게 과세를 하는 세제개혁안을 논의하기 위해 명사회를 소집하였으나 기득권을 수호하려는 이들은 자신들에게 세금을 추징하는 새로운 세제 개혁안을 거부했다. 도처에서 삼부회 개최에 대한 요구가 빈번했고 1788년 8월 8일, 재무부 장관 브리엔은 루이 16세로부터 삼부회 소집을 허락받았다. 8월 16일, 국고가 바닥나서 국가 지불 정지가 선언되었고 약탈, 폭동, 시위가 빈번했다.

### 삼부회 소집
루이 16세는 그동안 과세가 면제되어온 제1신분과 제2신분에 대해 세금을 추징하기 위해 1789년 5월 5일, 175년만에 베르사유 궁전에서 신분별 의회인 삼부회를 소집했다. 그러나 삼부회는 초반부터 심의와 표결방식을 놓고 의견이 충돌하며 파행이 거듭되었다.
6월 17일, 제3신분인 평민대표들이 자신들이 국민의 96%를 대표한다는 주장과 함께 6월 17일에 별도로 '국민의회'를 결성하였다. 아울러 자신들의 동의 없이 어떠한 세금도 징수할 수 없다고 선언했다. 분노한 루이 16세는 '국민의회'의 해산을 명한후 회의당을 폐쇄해 버렸다. 6월 20일, 평민대표들은 테니스 코트로 이동하여 새로운 헌법을 제정할 것과 그때까지 절대로 '국민의회'를 해산하지 않을 것을 서약했다. 6월 23일, 루이 16세는 평민대표들에게 서약 파기와 신분별 표결방식의 수용을 명했으나 평민대표들은 이를 거부했다. 이런 와중에 몇몇 성직자와 귀족대표들이 국민의회에 합류하기 시작했다. 7월 9일이 되자 평민대표들은 '국민의회'를 스스로 '제헌의회'라고 선언하고 헌법 제정에 착수하였다.

### 네케르 파면

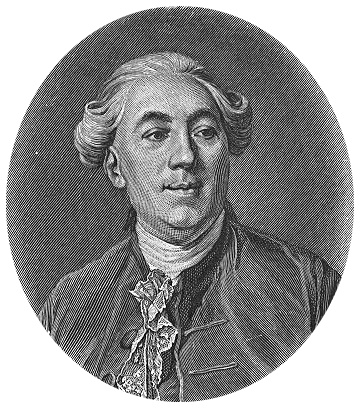
재무장관 자크 네케르 (1732~1804)

1789년 7월 11일, 루이 16세는 재무 장관 자크 네케르를 파면했다. 또한 국경지역에 주둔하고 있던 프랑스 정부군을 소환하였다. 무력으로 제3신분인 평민대표들이 주도하여 결성한 '제헌의회'를 탄압하려 하였다. 이것은 왕비 마리 앙투아네트와 왕의 동생 아르투아 백작의 독단이었다. 국왕은 파리 민중에 대한 무력 진압에 소극적이었지만 국왕 정부는 강경파들이 차지했고, 루이 16세가 통제할 수 있는 범위를 넘어선 것이었다.

## 습격
시민들에게 인기있던 네케르의 파면 소식과 제헌의회를 무력을 탄압하기 위해 군대가 집결하고 있다는 소식을 들은 민중과 부르주아들은 격분했다. 7월 12일 수만명의 사람들이 보훈병원로 몰려가, 자기 방위와 질서 유지를 명목으로 무기와 탄약을 지급할 것을 요구했다. 7월 14일, 군중이 보훈병원에서 3만정의 소총을 빼앗고 탄약 조달을 위해 바스티유 감옥으로 향했다. 이것은 상퀼로트들의 절대주의 체제에 대한 불만의 표현이기도 했다. 그리고 그 불만이 절대주의의 상징인 바스티유로 향하게 한 것이다.
그 무렵 이미 시민 대표가 바스티유로 향해 갔으며, 사령관 드 로네이 후작, 역시 무기의 인도를 요구했다. 지휘관은 대표 3명을 불러 식사를 제공하고 예우했지만, 무기 인도는 거부했다. 협상 중에 요새 밖에서 군중의 수가 팽창하고, 흥분 상태가 고조되었다. 11시 반에 앵발리드에서 돌아온 사람들이 합류하자, 그 수는 더욱 증가했다. 곧 2명의 남자가 담을 넘어 침입했고, 사령부의 안마당으로 통하는 도개교를 내렸다.
군중이 눈덩이처럼 불어나 습격이 시작된다. 겁을 먹은 수비병이 발포하면서, 민중과 수비병이 충돌하였다. 혼란의 와중의 격렬한 총격전으로 사상자가 나온다. 시청에서 온 시민 대표가 드 로네이 후작의 중재를 제의하지만 그는 거부했다. 3시 30분이 지나 군중 쪽으로 대포를 쏠 준비를 했다. 패배를 의식한 드 로네이는 보유하고 있는 폭발물로 바스티유를 폭파하라고 명령했지만, 수비대 측의 한 군인에 의해 검거되었다. 요새 내부로 통하는 주요 문인 도개교가 내려지고, 눈덩이처럼 불어난 군중들과 격렬한 총격전이 전개된다. 결국 바스티유 전체를 장악하고, 투옥되어 있던 7명의 죄수를 석방했다. 수감되었던 죄수로는 가족의 요청으로 감금된 미치광이 1명, 위조범 4명, 30년 전에 루이 15세를 암살하려고 했던 사람 1명, '변태 백작' 1명 이었다. 그리하여, 바스티유 감옥이 함락되었다. 습격에 가담했던 시민들중에 사망자 98명, 부상자가 73명이 나왔다. 반면 수비대 측은 패배 후 학살된 사람을 제외하고, 사망자 1명, 부상자 3명이었다.

## 학살
바스티유 사령관 드 로네이는 붙잡혀 시청으로 끌려갔다. 흥분한 군중은 길에서 그에게 린치를 가하려 했지만, 시민 대표가 그에게도 재판을 받을 권리가 있다고 말하고, 시청으로 데려갔다. 그러나 그것에도 한계는 있었다. 시청에 도착하자 군중 속에 몰린 드 로네이는 그레이브 광장에서 살해당해 목을 잘렸다. 3명의 장교와 3명의 수비병도 사령관과 같은 운명을 맞이했다. 또한 시장 자크 드 플레셀도 이날 사건에 대한 대응을 “배신행위”로 비난받아 시청에서 나온 직후 형식적인 인민재판을 받고 살해되어 팔레 루아얄 광장에서 목이 잘렸다. 군중은 그들의 목을 창 앞으로 찔러 높이 들고 시청 앞 팔레 루아얄 광장을 지난다. 이후 7월 22일에도 고위관리였던 푸론이 험한 취급을 받은 후 살해되었고, 또한 같은 고관이었던 베르치에 드 소뷔니도 이날 창 목에 꿰여 돌림을 당하게 된다.

## 결과
“바스티유 습격” 소식은 즉각 베르사유 궁전에 있는 국왕 루이 16세에게 알려졌다. 국왕은 “폭동 인가?”(C'est une révolte?) 물었고, 측근인 라 로슈푸코 리앙쿠르 공작은 “아니오 폐하, 이것은 폭동이 아니라 '혁명'입니다”(Non sire, ce n'est pas une révolte, c'est une révolution)라고 대답했다고 한다. 이 사건은 국왕 정부를 경악시키고 정책의 변화를 재촉했다. 루이 16세는 군대의 파리 철수와 네케르의 복직을 결정하고 또한 7월 18일에는 스스로 파리에 가서 새로운 파리 정부 당국과 부르주아의 민병대인 ‘국민방위대’를 승인했다. 이 바스티유 습격의 영향을 받은 프랑스 각 도시에서 부르주아로 구성된 상임위원회가 설치되어, 시정의 실권을 장악하게 되었다.
한편, 루이 16세의 파리행보와 네케르 복직을 제1, 제2 신분 및 왕족들은 민중에 대한 양보로 받아들였다. 왕족이나 귀족들은 혁명에 대한 무력행사도 불사할 자세를 취하며 국왕에게 압력을 가했다. 무력행사에 소극적이었던 루이 16세는 국민 의회와 국왕 정부 사이에서 진퇴양난에 빠졌고, 또한 마비되어 갔다.

## 같이 보기
- 프랑스 혁명
- 국민의회 (프랑스 혁명)
- 헌법제정국민의회